# Raumfahrer

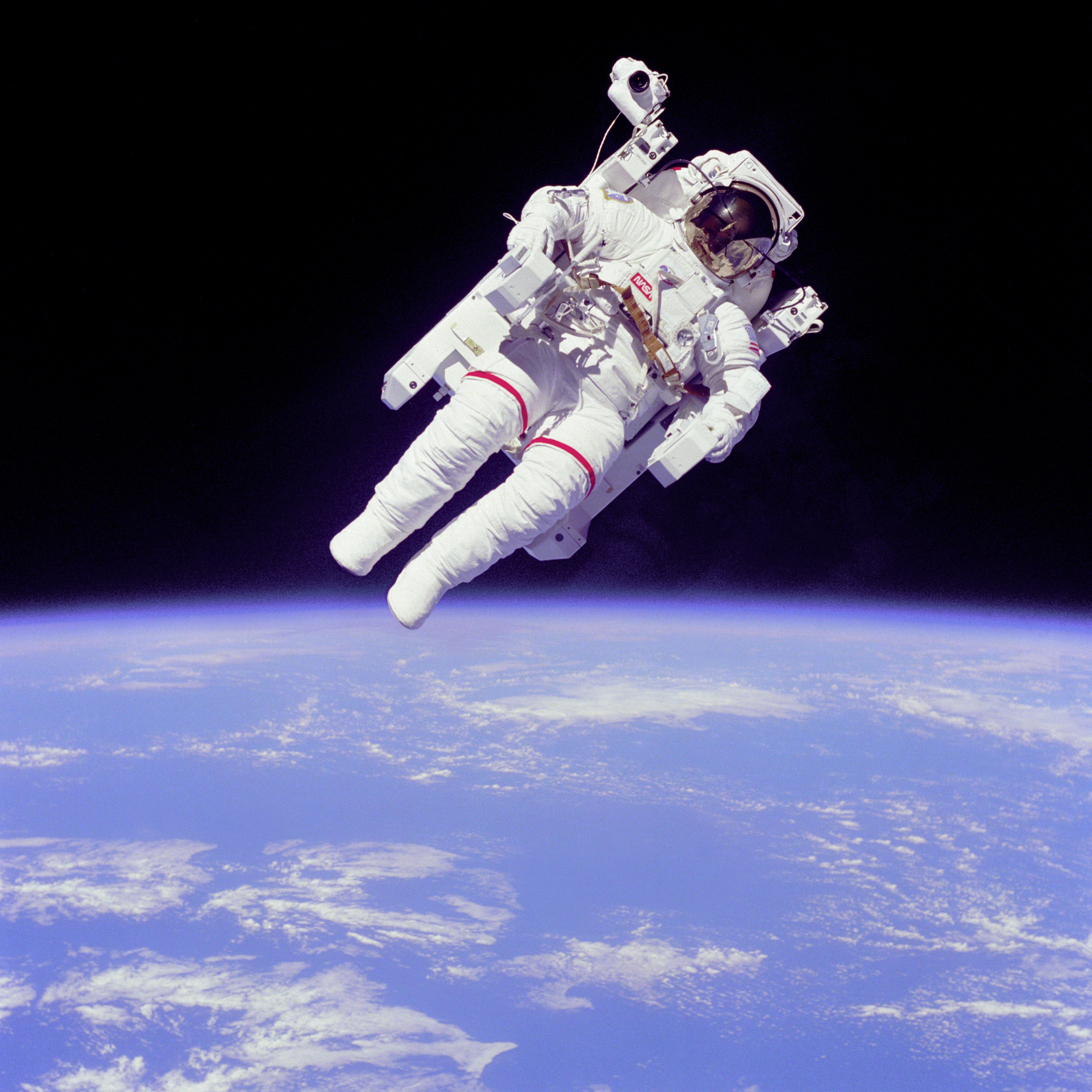
NASA-Astronaut Bruce McCandless II bei einem Außenbordeinsatz am 11. Februar 1984

Ein Raumfahrer (auch Weltraumfahrer) ist ein Teilnehmer an einer bemannten Expedition in den Weltraum. Der erste Raumfahrer war Juri Gagarin; er umrundete am 12. April 1961 einmal die Erde. Zwei Jahre darauf war Walentina Tereschkowa als erste Frau im Weltraum.
Je nach Raumfahrtorganisation werden Berufsraumfahrer als Kosmonauten (z. B. Sowjetunion, DDR, Roskosmos/Russland) oder Astronauten (z. B. NASA, ESA, CSA, JAXA) bezeichnet. Andere Nationen verwenden auch weitere Begriffe (z. B. Taikonaut in der VR China, Spationaute in Frankreich, Angkasawan in Malaysia und Vyomanaut in Indien).

## Definition

### Raumfahrt

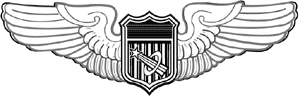
Abzeichen der United States Army für militärische US-Raumfahrer. Ähnliche Astronautenschwingen (Astronaut Wings) für zivile Astronauten vergeben die NASA und die US-Bundesluftfahrtbehörde.

Welche Kriterien Personen erfüllen müssen, um als Raumfahrer zu gelten, ist umstritten.
Nach Definition der Fédération Aéronautique Internationale (FAI) beginnt der Weltraum in einer Höhe von 100 km über der Erdoberfläche (Kármán-Linie); Raumfahrer sind demnach Personen, die diese Grenze überschritten haben, unabhängig davon, ob es sich um einen orbitalen oder suborbitalen Flug handelte. Verschiedene US-amerikanische Organisationen betrachten hingegen die Höhe von 50 Meilen (etwa 80 km) als Grenze zum Weltraum und vergaben Astronautenabzeichen an Personen, die diese Grenze überschritten. Dies gilt sowohl für die militärischen Abzeichen von Air Force, Navy und Marine Corps als auch für die zivilen der NASA und der FAA. Die genauen Bedingungen für die Badges variieren jedoch je nach Behörde und werden nicht einheitlich festgehalten.
Die Association of Space Explorers (ASE) hingegen erkennt nur solche Personen als Raumfahrer an, welche bei einem Raumflug mindestens eine Erdumkreisung absolviert haben. Dieser Definition haben sich bis heute alle internationalen Raumfahrtagenturen angeschlossen. Die ersten beiden Mercury-Piloten Alan Shepard und Virgil Grissom erhielten für ihre suborbitalen Flüge nicht die NASA-Astronautenschwingen als äußeres Zeichen für die Teilnahme an Raumflügen.

### Astronauten als Mitglied von Astronautenkorps
Der Begriff „Astronaut“ wird von der NASA und der ESA auch als Berufsbezeichnung für alle Mitglieder des jeweiligen Astronautenkorps benutzt (vergleiche Europäisches Astronautenkorps), unabhängig davon ob schon Raumflüge erfolgt sind. Dementsprechend wird die Bezeichnung auch für Personen verwendet, die keine Raumfahrer sind:
- Drei Personen waren einem Raumflug zugeteilt, kamen aber schon vor ihrem ersten Start ums Leben (Elliot See und Charles Bassett von Gemini 9 sowie Roger Chaffee von Apollo 1),
- Drei Personen kamen bei ihrem Erststart noch vor Erreichen des Weltraums ums Leben (Greg Jarvis, Christa McAuliffe und Mike Smith von STS-51-L (Challenger-Unglück)), die anderen Besatzungsmitglieder waren bereits zuvor auf anderen Raumflügen im Weltraum,
- Mehrere Personen haben die Ausbildung abgeschlossen und sind einem künftigen Raumflug zugeteilt.

Raumfahrer, die aus rein touristischen Gründen im Weltall waren und nicht Mitglied eines Astronautenkorps waren, werden unter Umständen lediglich als Weltraumtouristen und nicht als Astronauten bezeichnet. Die US-Luftfahrtbehörde verlieh zeitweise sogenannte Astronaut Wings nach bestimmten Kriterien an „kommerzielle Astronauten“, schloss reine Touristen jedoch seit Mitte 2021 davon aus und stellte die Vergabe des Abzeichens Ende 2022 ganz ein.

## Bezeichnungen

Karte der Länder mit Raumfahrern im Weltall

Die Sowjetunion und die Vereinigten Staaten als erste Länder mit einem bemannten Raumfahrtprogramm etablierten mit Kosmonaut (russisch космонавт kosmonawt) bzw. Astronaut (englisch astronaut) zwei unterschiedlich hergeleitete Bezeichnungen für Raumfahrer. Daraus entwickelte sich die Tradition, den Beruf eines Raumfahrers nach der Blockzugehörigkeit des Raumfahrtprogramms zu benennen. So werden auch der erste deutsche Raumfahrer Sigmund Jähn aus der Deutschen Demokratischen Republik und der erste österreichische Raumfahrer Franz Viehböck, die beide mit sowjetischen Raumkapseln ins All flogen, als „Kosmonauten“ bezeichnet. Dagegen nannte man die Raumfahrer Ulf Merbold, Reinhard Furrer und Ernst Messerschmid aus der Bundesrepublik Deutschland, die mit einem Space Shuttle in den Weltraum gelangten, „Astronauten“. Auch nach der Wende reisten deutsche Raumfahrer beim nun russischen Raumfahrtprogramm als Wissenschaftler mit. Der Astronaut Ulf Merbold wurde damit noch vor dem US-amerikanischen Astronauten Norman Thagard auch zum Kosmonauten.
Auch heute noch wird die Bezeichnung „Kosmonaut“ für Teilnehmer des russischen Raumfahrtprogramms und „Astronaut“ für Raumreisende der NASA verwendet. Die Europäische Weltraumorganisation (ESA) übernahm „Astronaut“ als Tätigkeitsbezeichnung, während andere Länder mit eigenem Raumfahrtprogramm auch weitere Bezeichnungen entwickelten.
Sowohl Kosmonaut als auch Astronaut beziehen sich auf die Bezeichnung „Aeronaut“ aus der Luftschifffahrt. Der zweite Wortteil „-naut“, der auch in den meisten von beiden Begriffen abgeleiteten Bezeichnungen verwendet wird, stammt dabei von altgriechisch ναύτης nautēs („Seefahrer/Matrose“) ab.

### Kosmonaut

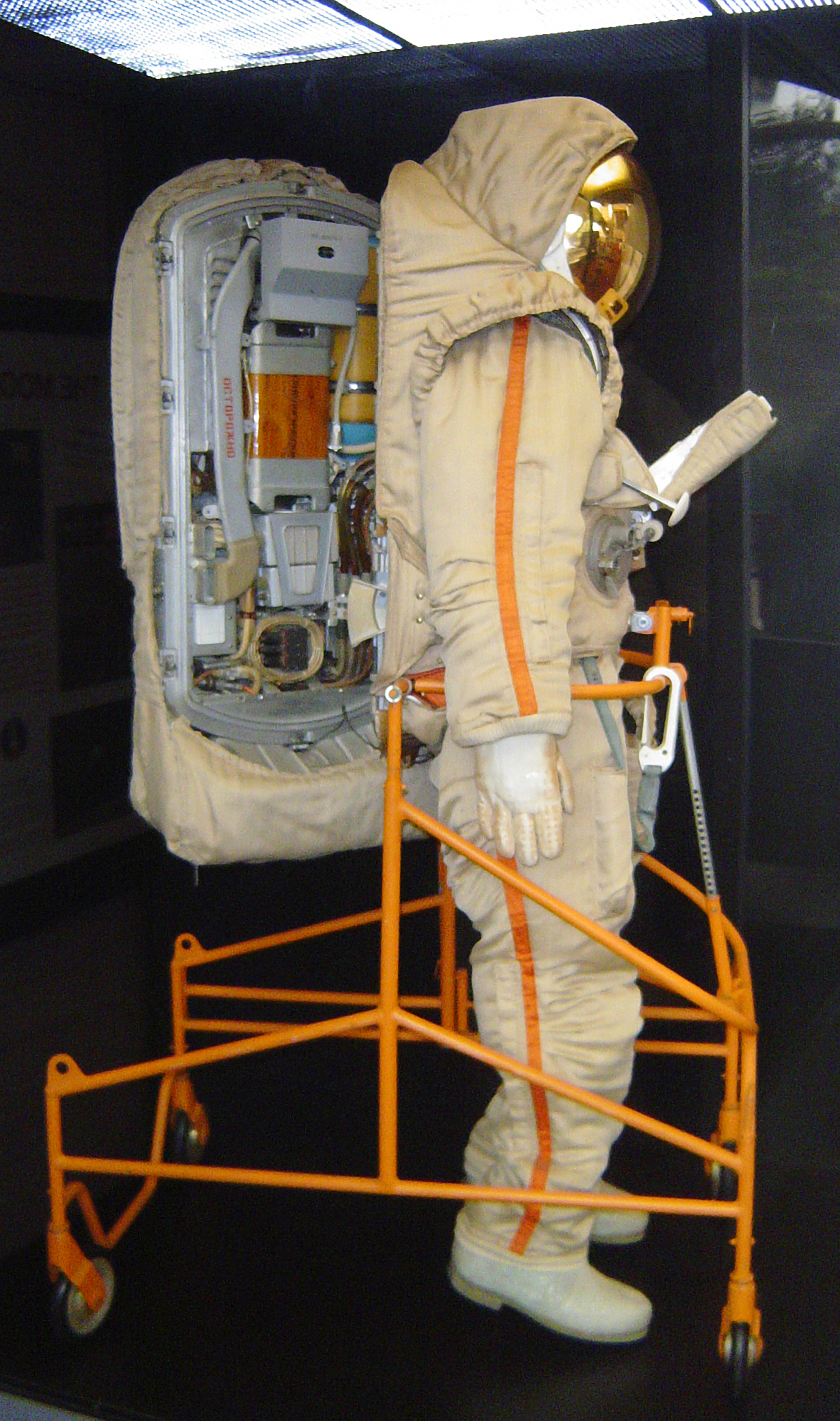
Kosmonauten-Raumanzug für ein sowjetisches Mondlande-Projekt, das jedoch nicht verwirklicht wurde

Das Wort Kosmonaut (russisch космонавт; von altgriechisch κόσμος kosmos „Weltraum“, und -naut vom Begriff nautikḗ (téchnē)griech. (ναυτικὴ τέχνη) ‘Schiffahrtskunde’) bezeichnet Raumfahrer in einem sowjetischen Raumfahrtprogramm. Auch die russische Raumfahrtbehörde Roskosmos verwendet diese Bezeichnung. Sie wird im heutigen Russland, den GUS-Staaten, in Teilen Mittel- und Osteuropas sowie von der älteren Bevölkerung in den neuen Bundesländern der Bundesrepublik Deutschland auch als allgemeine Bezeichnung für Raumfahrer verwendet. Das Wort wurde während des Wettlaufs zum Weltall der 1950er Jahre geprägt und mit Juri Gagarin als erstem Menschen im Weltraum weltweit bekannt. Das Bild des Kosmonauten hatte in der Sowjetunion eine Bedeutung, die über die technische oder politische Errungenschaft wie im Westen hinausging. Das wird unter anderem im Kosmonautenmuseum in Moskau illustriert.
Der Titel Fliegerkosmonaut ist davon abgeleitet.

### Astronaut
Die NASA entschied sich am 1. Dezember 1958, ihre Raumfahrer Astronauten zu nennen (von altgriechisch ἄστρον ástron „Stern“ und ναῦτης naûtēs „Segler“; wörtlich „Sternsegler“). Sie nahm an, ein neues Wort erfunden zu haben; jedoch war es bereits 1880 von Percy Greg im Roman Across the Zodiac und 1927 vom französischen Science-Fiction-Autor J.-H. Rosny aîné in seinem Buch Les Astronautes verwendet worden. Es steht heute in weiten Teilen der Welt auch allgemein für „Raumfahrer“.

### Taikonaut
„Taikonaut“ ist die Bezeichnung für einen Raumfahrer, der innerhalb des chinesischen Raumfahrtprogramms ins Weltall fliegt. Der Begriff setzt sich aus den Wörtern taikong (chinesisch 太空, Pinyin tàikōng – „wörtlich: große Leere, also: das All/Weltall“), was im Chinesischen „Weltraum“ oder „Kosmos“ bedeutet, und ren 人, bedeutet hingegen „Mensch“ oder „Person“, zusammen. Das Suffix -naut wurde den Wörtern „Kosmonaut“ und „Astronaut“ entlehnt. Das Präfix „taiko-“, als gekürzte Form des eigentlichen chinesischen Wortes taikong, ergibt eine leichtere Aussprache, die zudem dichter an dem Begriff taikongren (太空人,  tàikōngrén) liegt, die chinesische Bezeichnung für „Raumfahrer“. Einzeln bedeuten die Schriftzeichen tai 太 „sehr“ oder „äußerst“ und kong 空 „Leere“ oder „Himmel“.
Die Volksrepublik China ist als drittes Land der Welt in der Lage, Menschen mit einem selbstständig entwickelten Raketensystem auf eine Erdumlaufbahn zu senden. Um diese chinesischen Raumfahrer von Kosmonauten, die am russischen Raumfahrtprogramm teilnehmen und von Astronauten, die innerhalb des Space-Shuttle-Programms der NASA fliegen, zu unterscheiden, wurde diese Bezeichnung geprägt. Das neue Wort gibt auch der Tatsache Ausdruck, dass China über eine eigene Kapazität für den bemannten Raumflug verfügt.
Die Bezeichnung „Taikonaut“ wurde erstmals im Mai 1998 von Chiew Lee Yih aus Malaysia in einer Newsgroup benutzt. Fast zur gleichen Zeit wurde es von Chen Lan aus Shanghai geprägt und über dessen Internetseite „Go Taikonauts!“ verwendet. „Go Taikonauts!“ war zu der damaligen Zeit die einzige verlässliche englischsprachige Informationsquelle über die chinesischen Raumfahrtanstrengungen. Chiew Lee Yih und Chen Lan entwickelten das Wort parallel. Durch die Internetseite „Go Taikonauts!“ wurde das Wort von den hauptsächlich westlichen Medien in kürzester Zeit aufgegriffen und innerhalb weniger Monate zur eingebürgerten Bezeichnung.
Auf Chinesisch werden sowohl die Begriffe Yǔhángyuán (宇航員 / 宇航员, IPA (hochchinesisch) [y xɑŋ ɥɛn] – „Weltraumfahrer“) und Hángtiānyuán (航天員 / 航天员 – „Raumfahrer“) als auch der Begriff Tàikōngrén (太空人 – „Astronaut“) verwendet. In fremdsprachigen Veröffentlichungen der chinesischen Regierung werden vor allem die Bezeichnungen „Astronaut“ und „Kosmonaut“ verwendet. Die chinesische Regierung startete am 15. Oktober 2003 mit dem Raumschiff Shenzhou 5 und dem Raumfahrer Yang Liwei den ersten bemannten chinesischen Weltraumflug (siehe auch: Raumfahrt der Volksrepublik China).

### Spationaut
Das Wort spationaute, bezugnehmend auf französisch espace „Raum“ (von lateinisch spatium, „Raum/Weltraum“) und -naute, ist ein französisches Kunstwort für Raumfahrer.

### Vyomanaut
Vyomanaut (auf deutsch auch selten Wiomanaut) wurde Anfang 2010 für kommende indische Raumfahrer gewählt. Die Bezeichnung ist abgeleitet aus Sanskrit vyoma, „Himmel“, und -naut.

### Angkasawan
Das Wort Angkasawan für Raumfahrer und zugleich das malaysische Raumfahrtprogramm leitet sich vom malaiischen Wort angkasa, „Weltraum“, ab. Die beiden malaysischen Kosmonauten Faiz Khaleed und Sheikh Muszaphar Shukor sind bisher die einzigen Raumfahrer mit dieser Bezeichnung. Sie wurde gewählt, um die malaysischen von anderen Raumfahrern abzuheben, obwohl sie an einer russischen Raumfahrtmission teilnahmen.

## Kommerzielle Astronauten (FAA)

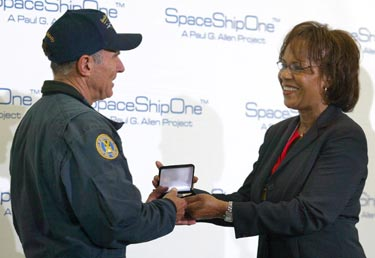
Patti Grace Smith übergibt den ersten Commercial Astronaut Wing an Michael Melvill

Die FAA stellt Abzeichen für „kommerzielle Astronauten“. Die Behörde vergibt die Commercial Space Astronaut Wings an Personen, die eine erfolgreiche Raumfahrtmission durchgeführt haben, die von der FAA beziehungsweise dem Office of Commercial Space Transportation genehmigt wurde. Folgende Kriterien sind dabei zu erfüllen:
- Erfüllung der Anforderungen an die Qualifikation und Ausbildung der Flugbesatzung gemäß Titel 14 des Code of Federal Regulations (14 CFR) Teil 460.
- Durchführung eines Flugs über 50 Meilen (ca. 80 km) über der Erdoberfläche als Flugbesatzung auf einem von der FAA/AST lizenzierten oder zugelassenen Start- oder Wiedereintrittsfahrzeug.
- Durchführung Aktivitäten während des Fluges, die für die öffentliche Sicherheit wesentlich waren oder zur Sicherheit der bemannten Raumfahrt beitrugen.[7]

### Abzeichen der FAA
Im Jahr 2004, sowie von 2018 bis 2021 hat die Federal Aviation Administration Astronaut Badges an Personen vergeben, die nach Richtlinien der Raumfahrtbehörde als kommerzielle Astronauten gelten. Die Commercial Space Astronaut Wings haben einen rein symbolischen Wert.

#### Erste Ausführung (2004)

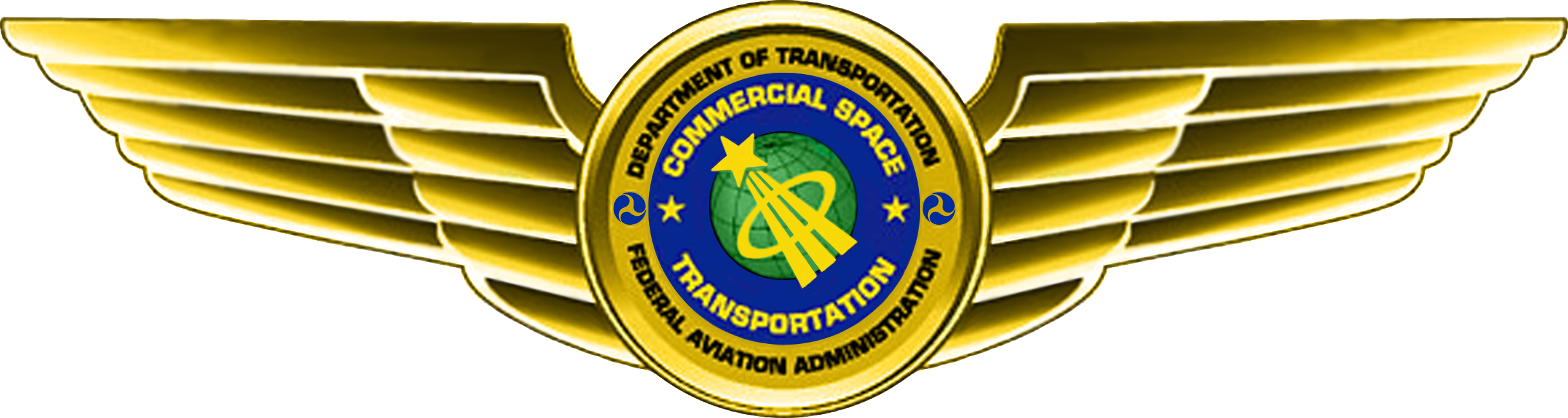
FAA Commercial Astronaut Wings (2004)

Das erste Abzeichen der FAA wurde 2004 im Rahmen des Commercial Space Astronaut Wings program von Patti Grace Smith, der ehemaligen stellvertretende Leiterin des FAA-Büros für kommerziellen Raumtransport, eingeführt. Es sollte zur Anerkennung von Personen dienen, die den Auftrag der Behörde unterstützt haben, die Entwicklung von Fahrzeugen für die bemannte Raumfahrt zu fördern.
Das Badge wurde nur für Michael Melvill, den ersten kommerziellen Astronauten, und Brian Binnie verwendet, die beide 2004 mit dem SpaceShipOne einen Flug in den Weltraum schafften.

#### Zweite Ausführung (2018–2021)

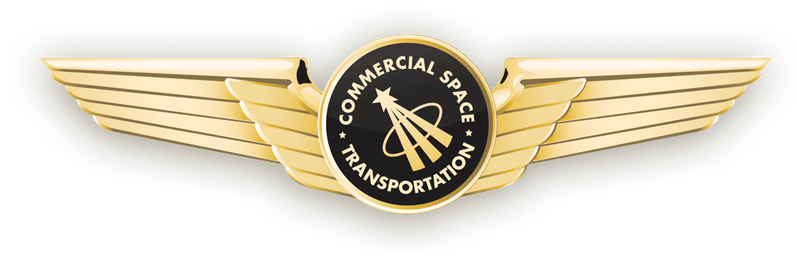
FAA Commercial Astronaut Wings (2018–2021)

Im Jahr 2018 wurde ein neues Badge eingeführt, als sich private Raumfahrt mit Unternehmen wie Virgin Galactic, Blue Origin und SpaceX begann zu etablieren. Bis zum Jahresende von 2021 wurde die Auszeichnung insgesamt 28 Personen verliehen.

#### Einstellung des Programms
Im Dezember 2021 gab die FAA bekannt, dass mit dem Jahreswechsel keine neuen Badges mehr vergeben werden. Diese Entscheidung begründete die Behörde damit, dass die Aufgabe des Programms zur Verleihung der Badges erfüllt sei, da mittlerweile so viele private Missionen stattfinden oder geplant sind. Die anerkannten kommerziellen Astronauten werden nun in eine Liste auf der Website der FAA aufgenommen.
Außerdem wurden zum Ende des Programms noch zwei Auszeichnungen ehrenhalber an Michael Alsbury und Peter Siebold, die bei einem Flug mit der VSS Enterprise im Jahr 2014 abstürzten, vergeben. Ihnen wurde die Auszeichnung postum beziehungsweise im Nachhinein überreicht, obwohl sie die Anforderungen eigentlich nicht erfüllt haben.

## Ausbildungsstätten
In Russland werden die Kosmonauten im Juri-Gagarin-Kosmonautentrainingszentrum ausgebildet. Das Astronauten-Korps der NASA ist am Lyndon B. Johnson Space Center in Houston stationiert. Europäische Astronauten werden unter anderem in Köln bei der ESA-Anstalt Europäisches Astronautenzentrum (EAC), einer früheren DLR-Anlage, ausgebildet.

## Berühmte Raumfahrer

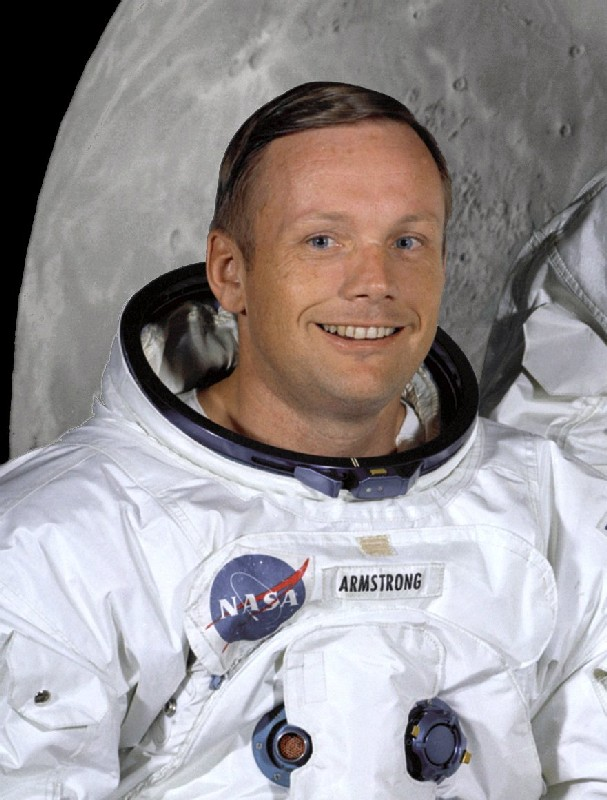
Neil Armstrong, erster Mensch auf dem Mond

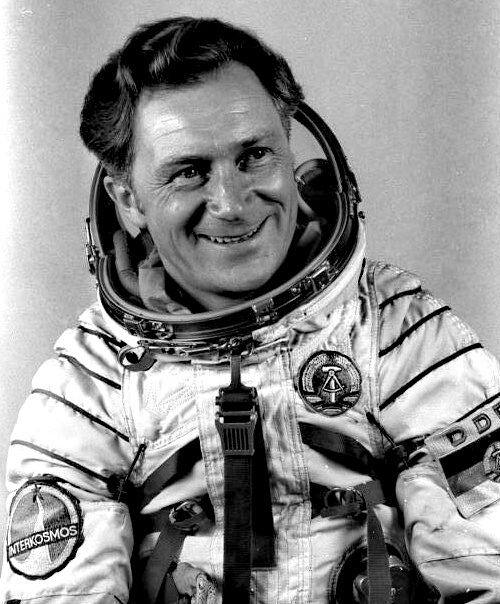
Sigmund Jähn, erster Deutscher im Weltall

Eine vollständige Liste aller Raumfahrer findet sich in der Liste der Raumfahrer, für die Rekordhalter siehe Rekorde der bemannten Raumfahrt.
- Juri Alexejewitsch Gagarin, erster Mensch im Weltraum (1961)[12]
- Alan Shepard, erster Amerikaner im Weltraum (Mai 1961, ohne die Erde zu umkreisen), fünfter Mensch auf dem Mond (1971)
- German Stepanowitsch Titow, zweiter Sowjetbürger im Weltraum (August 1961)
- John Glenn, erster Amerikaner, der die Erde umkreiste (1962), bis 2021 ältester Raumfahrer (77 Jahre, 1998), weiterhin ältester Raumfahrer in einer Erdumlaufbahn.
- Walentina Wladimirowna Tereschkowa, erste Frau im Weltraum (1963)
- Alexei Archipowitsch Leonow, erster Außenbordeinsatz (1965); Kommandant des Raumschiffs Sojus 19 der ersten gemeinsamen bemannten Weltraummission zweier Nationen, dem Apollo-Sojus-Test-Projekt (1975)
- Edward White, erster Amerikaner mit Außenbordeinsatz (1965)
- Wladimir Michailowitsch Komarow, erster Mensch, der bei einer Weltraummission starb (1967)
- Frank Borman, Kommandant des ersten Fluges zum Mond (1968)
- Neil Armstrong, erster Mensch auf dem Mond (1969)
- Edwin „Buzz“ Aldrin, zweiter Mensch auf dem Mond (1969)
- James Lovell, Kommandant der havarierten Apollo 13 (1970), Pilot des ersten Fluges zum Mond (1968)
- Eugene Cernan, bislang letzter Mensch auf dem Mond mit Apollo 17 (1972)
- Tom Stafford (Astronaut), Kommandant des Apollo-Raumschiffs der ersten gemeinsamen bemannten Weltraummission zweier Nationen, dem Apollo-Sojus-Test-Projekt (1975)
- Vladimír Remek, erster Tschechoslowake und nicht-sowjetischer- bzw. US-amerikanischer Raumfahrer sowie erster nicht-sowjetischer Raumfahrer des Interkosmos-Programm, Sojus 28 / Saljut 6 (1978)
- Sigmund Jähn, als erster und zugleich letzter Kosmonaut der Deutschen Demokratischen Republik war er der erste deutsche Raumfahrer (1978)
- Jean-Loup Chrétien, erster Franzose und erster Westeuropäer im All (1982), zugleich erster westeuropäischer Teilnehmer an einer sowjetischen Raumfahrtmission Sojus T-6 / Saljut 7. Er war erster Westeuropäer auf der Raumstation Mir, Mir-Aragatz-Programm (1988). Erster nicht-sowjetische Raumfahrer der zum zweiten Mal an einer sowjetischen Raumfahrtmission teilnahm sowie dort erster nicht-sowjetischer- bzw. US-amerikanischer Raumfahrer der einen Weltraumausstieg durchführte. Mit dem Flug STS-86, ebenfalls zur Mir, ist er der bislang älteste westeuropäische Raumfahrer (1997)
- Sally Ride, erste US-Amerikanerin im All, dritte Frau im All nach zwei Sowjetbürgerinnen (1983)
- Ulf Merbold, erster westdeutscher Astronaut (erste Mannschaft des Spacelab, 1983), zudem erster Deutscher, der sowohl mit Amerikanern als auch Russen im Weltraum war
- Franz Viehböck, erster österreichischer Kosmonaut („Austronaut“, 1991)
- Claude Nicollier, erster Schweizer im Weltraum (1992)
- Sergei Konstantinowitsch Krikaljow, beim Start letzter Sowjetbürger, bei Rückkehr erster Bürger Russlands (1991) im Weltraum, trug bis Juni 2015 den Rekord für den längsten Gesamtaufenthalt im Weltraum
- Dennis Tito, erster Weltraumtourist (2001)
- Yang Liwei, erster chinesischer Raumfahrer (2003)
- Michael Melvill, (2004) erster Astronaut mit nichtstaatlichem Raumschiff im Weltraum (suborbitaler Flug)
- Anousheh Ansari, erster weiblicher Weltraumtourist (2006)
- Liu Yang, erste chinesische Taikonautin (2012)
- William Shatner, ältester Mensch im Weltraum (2021)

## Frauen in der Raumfahrt

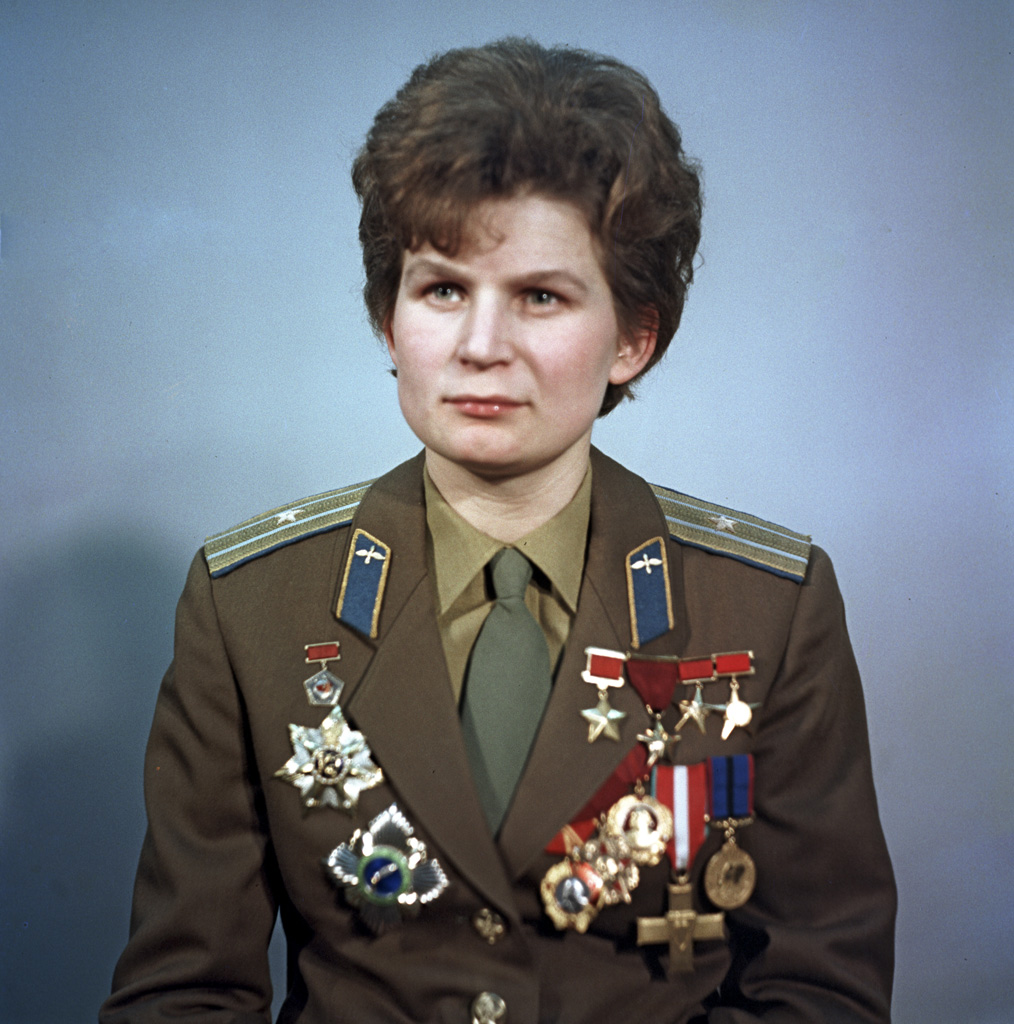
Walentina Wladimirowna Tereschkowa, die erste Frau im Weltraum

Die erste Frau im All war 1963 die Sowjetbürgerin Walentina Tereschkowa, die zweite 1982 Swetlana Sawizkaja. Als erste US-Amerikanerin flog 1983 Sally Ride ins All. Die US-Amerikanerin Christina Koch (2019) hält mit 328 Tagen den Rekord für den längsten Weltraumaufenthalt einer Frau.
Erste westeuropäische Astronautin war die Französin Claudie Haigneré: Im Rahmen der Mission Mir-Cassiopée verbrachte sie 1996 zwei Wochen an Bord der russischen Raumstation Mir.
Als erste deutsche Raumfahreranwärterin wurde 1987 Renate Brümmer nominiert. Sie absolvierte eine Ausbildung bei der NASA, kam jedoch nicht zum Einsatz. 2016 gründete die Luft- und Raumfahrtingenieurin Claudia Kessler die Stiftung erste deutsche Astronautin gemeinnützige GmbH (kurz „Die Astronautin“) mit dem Ziel, erstmals eine Deutsche ins All und zur ISS bringen. Kessler ist auch Gründerin der Initiative Women in Aerospace Europe (WIA-E), eines Ablegers der internationalen Organisation Women in Aerospace (WIA) mit Sitz in Washington. Diese Organisationen fördern Frauen in der Luft- und Raumfahrt und vertreten deren Interessen.
Die Astronautenklasse 2022 der Europäischen Weltraumorganisation ESA besteht aus acht Frauen und neun Männern, darunter – als Reserve-Mitglieder des Astronautenkorps – die beiden Deutschen Nicola Winter und Amelie Schoenenwald sowie die Österreicherin Carmen Possnig. Mit einer Crew Dragon startete am 1. April 2025 Rabea Rogge als erste Frau aus Deutschland erfolgreich in das Weltall.

## Motiv in der Kunst
Die Skulptur Fallen Astronaut des belgischen Künstlers Paul Van Hoeydonck ist das einzige Kunstwerk auf dem Mond. Es wurde im August 1971 im Rahmen der Mission Apollo 15 auf der Mondoberfläche installiert und besteht neben der Aluminium-Skulptur eines Astronauten aus einer Tafel mit den Namen von acht US-amerikanischen Astronauten und sechs sowjetischen Kosmonauten, die während ihrer Dienstzeit ums Leben kamen.
In Berlin-Kreuzberg zeigt das Wandbild Astronaut Cosmonaut des französischen Streetart-Künstlers Victor Ash einen Astronauten in Form eines Stencil-Graffitos. Das Bild gehört zu den bekanntesten Wandbildern in Berlin. Allerdings steht es nur für einen kleinen Ausschnitt aus dem reichen Panorama an künstlerischen Auseinandersetzungen mit dem Motiv des Astronauten, das inzwischen eine umfangreichere Tradition hat.

## Gedenk- und Aktionstag
- Tag der Kosmonauten/Yuri’s Night am 12. April im Gedenken an den ersten Weltraumflug durch Juri Gagarin